# RUF・Rターボ
RUF・Rターボ（Ruf RTurbo）は、ドイツのRUFオートモービルが製造・販売したスポーツカーである。

## 概要
Rturboの最大の特徴は、標準のポルシェ・996ターボを大幅に上回る圧倒的なパワーと、RUF独自のエンジニアリングによる総合的なパフォーマンス強化である。エンジンは3,600ccの水平対向6気筒ツインターボで、圧縮比は9.4:1。RUF独自のターボチャージャー加工、エキゾーストシステム、インテークシステム、ECU（DME）チューニングなどが施され、仕様に応じて520PS、550PS、590PSの3つのパワーバリエーションが用意されている。
550PS仕様を例に取ると、最大トルクは740Nm/3500rpmに達し、0-100km/h加速や最高速も純正ターボを大きく上回る。駆動方式は4WDが基本だが、RUFのカスタムオーダーにより2WDも選択可能であった。
足回りや制動系も強化されており、RUFハイパフォーマンスブレーキキットやビルシュタインPSS10サスペンション、19インチRUF鍛造ホイールなどが装備された。エクステリアはRUF専用のフロントスポイラー、リアウィング、スポーツミラーなどで武装し、インテリアもRUF製の5連メーター、ショートシフト、アルミペダルなどで仕上げられた。
Rturboは“イエローバードの再来”とも称されるほど、RUFの伝説的なスポーツカーの系譜を受け継いだモデル。希少性が高く、走行性能・完成度ともに非常に高い評価を受けている。